# Liste der Kulturdenkmäler in Waldsee (Pfalz)
In der Liste der Kulturdenkmäler in Waldsee sind alle Kulturdenkmäler der rheinland-pfälzischen Ortsgemeinde Waldsee aufgeführt. Grundlage ist die Denkmalliste des Landes Rheinland-Pfalz (Stand: 18. Juli 2022).

## Einzeldenkmäler
| Bezeichnung                        | Lage                                                           | Baujahr                            | Beschreibung | Bild                           |
| ---------------------------------- | -------------------------------------------------------------- | ---------------------------------- | --- | ------------------------------ |
| Wohnhaus                           | Altriper Straße 1 Lage                                         | Mitte des 18. Jahrhunderts         | Fachwerkwohnhaus, Mitte des 18. Jahrhunderts, Toranlage bezeichnet 1783 | Fotos hochladen                |
| Wohnhaus                           | Altriper Straße 4 Lage                                         | 1717                               | Fachwerkwohnhaus, bezeichnet 1717 | Fotos hochladen                |
| Muschelnische                      | Altriper Straße, an Nr. 12 Lage                                | zweite Hälfte des 19. Jahrhunderts | Muschelnische mit Marienfigur, zweite Hälfte des 19. Jahrhunderts | Fotos hochladen                |
| Tabakschuppen                      | Altriper Straße, am Sportplatz Lage                            | 1930er Jahre                       | Gruppe von drei Tabakschuppen, mehrgeschossige Holzkonstruktionen, überwiegend auf massivem Sockel, Satteldächer, 1930er Jahre | Fotos hochladen                |
| Bildstock                          | Berliner Straße, Ecke Steiggasse Lage                          | 1751                               | Bildstock, 1751, 1832 renoviert, Erneuerung 1962 | Fotos hochladen                |
| Protestantische Pfarrkirche        | Goethestraße 35 Lage                                           | 1954                               | hausartiger Putzbau mit Dachreiter, 1954, Architekt Karl Latteyer, Ludwigshafen; wandhohes Glasfenster von Gottfried von Stockhausen; Glocke, 1794 von Anselm Franz Speck, Heidelberg | Fotos hochladen                |
| Katholische St.-Wolfgangs-Kapelle  | Haardtstraße, Ecke Goethestraße Lage                           | 1886                               | gotisierender Satteldachbau, 1886; im Innern zwei Stuckstatuen, 19. Jahrhundert | weitere Bilder Fotos hochladen |
| Wohnhaus                           | Karlstraße 11 Lage                                             | 1777                               | eingeschossiges Fachwerkwohnhaus mit fußwalmartigen Vordächern, bezeichnet 1788, Sockelstein bezeichnet 1777, im Hof Stichbogen der Gartenpforte, bezeichnet 1788 | Fotos hochladen                |
| Katholisches Pfarrzentrum          | Kirchstraße 14 Lage                                            | um 1750                            | ehemaliger Pfarrhof; Pfarrhaus mit Walmdach, Scheune mit Krüppelwalmdach, um 1750; Umfassungsmauer teilweise bauzeitlich, teilweise um 1843 | Fotos hochladen                |
| Katholische Pfarrkirche St. Martin | Kirchstraße 16 Lage                                            | 1842/43                            | neuromanischer Rotsandsteinquader-Saalbau, 1842/43, Architekt August von Voit; mit Ausstattung | weitere Bilder Fotos hochladen |
| Fabrikanlage                       | Ludwigstraße 1 Lage                                            | 1892                               | dreiseithofartige Anlage aus Fabrikgebäude, Wohnhaus und Toranlage; dreiflügeliger Putzbau, 1892, Aufstockung 1917; ortsbildprägend | Fotos hochladen                |
| Wohnhaus                           | Ludwigstraße 16 Lage                                           | 1878                               | Wohnhaus, 1878, Toranlage 18. Jahrhundert | Fotos hochladen                |
| Altes Rathaus                      | Ludwigstraße 17 Lage                                           | 1829/30                            | nachbarocker Walmdachbau, 1829/30, Architekt Johann Bernhard Spatz, Speyer | weitere Bilder Fotos hochladen |
| Backhaus                           | Ludwigstraße, zu Nr. 18 Lage                                   | um 1864                            | an der Hofeinfahrt: Backhaus mit Hühnerstall und Taubenschlag, kleiner Fachwerkbau, um 1864 | Fotos hochladen                |
| Hofanlage                          | Ludwigstraße 24 Lage                                           | Mitte des 18. Jahrhunderts         | Fachwerkwohnhaus, Mitte des 18. Jahrhunderts; bauzeitliche Fachwerkscheune | Fotos hochladen                |
| Hofanlage                          | Ludwigstraße 38 Lage                                           | um 1800                            | schlichte Hofanlage; eingeschossiges Wohnhaus mit Fachwerkkniestock und -giebel, um 1800; Krüppelwalmdachscheune, Ständerbau, um 1830; Schuppen, um 1864 | Fotos hochladen                |
| Kilometerstein                     | Ludwigstraße, gegenüber Nr. 202 Lage                           | Mitte des 19. Jahrhunderts         | Kilometerstein; Sandsteinkegel, Mitte des 19. Jahrhunderts | Fotos hochladen                |
| Kriegerdenkmal                     | Ludwigstraße, Ecke Haardtstraße Lage                           | 1928                               | Kriegerdenkmal 1914/18, 1928 von Ludwig Kern, Speyer | Fotos hochladen                |
| Kriegerdenkmal                     | Ludwigstraße, Ecke Haardtstraße Lage                           | 1904                               | Kriegerdenkmal 1870/71, 1904 von H. Pauly, Speyer | Fotos hochladen                |
| Gasthaus Zur Goldenen Kanne        | Neuhofener Straße 4 Lage                                       | 1808                               | Wohn- und Gasthaus mit Toranlage, bezeichnet 1808; eingeschossiger Fachwerkbau mit Krüppelwalmdach, 1808, tonnengewölbter Keller, um 1700; Krüppelwalmdachscheune, Ständerbau, bezeichnet 1775, mit wiederverwendeten Teilen von 1699 | Fotos hochladen                |
| Friedhofskreuz und Grabmäler       | Rehütter Straße, auf dem Friedhof Lage                         | ab 1765                            | Friedhofskreuz: Sockel bezeichnet 1765, unterer Teil des Kreuzstamms und Korpus aus dem 19. Jahrhundert; Grabmäler: L. Lutz († 1905): Engel, Galvanoplastik, Ende des 19. Jahrhunderts, signiert Liebhaber; E. Claus († 1945): neuromanisch mit Pietà, zweite Hälfte des 19. Jahrhunderts; aufgelassene Gräber: Galvanoplastik einer Trauernden, Ende des 19. Jahrhunderts; J. Hirsch († 1862), F. Haffner († 1898), Ph. Weick († 1916) | Fotos hochladen                |
| Hermann-Gmeiner-Schule             | Schulstraße 17 Lage                                            | 1927                               | anspruchsvolle T-förmige Anlage, 1927, Architekt Philipp Spelger, Kaiserslautern, siebenachsige Erweiterung ab 1938; straßenbildprägend | weitere Bilder Fotos hochladen |
| Bildstock                          | nordöstlich des Ortes am Hochweg; Flur Mittelaftergewanne Lage | 1756                               | Säule mit reliefiertem Kapitell, bezeichnet 1756 | Fotos hochladen                |
| Bildstock                          | südwestlich des Ortes; Flur Am Kreuzweg, Zweite Gewanne Lage   | Ende des 18. Jahrhunderts          | Pfeiler mit Blendnische, Ende des 18. Jahrhunderts | Fotos hochladen                |
| Bildstock                          | westlich des Ortes; Flur Bildstockgewanne Lage                 | 1782                               | quadratischer Pfeiler, bezeichnet 1782 | Fotos hochladen                |